# Predators d'Orlando
Stade
Les Predators d'Orlando (en anglais : Orlando Predators) sont une franchise américaine de football américain en salle évoluant en Arena Football League depuis 1991. Basés à Orlando (Floride), les Predators jouent au Amway Arena, enceinte de 15 924 places inaugurée le 29 janvier 1989.